# 호타루 유키지로
호타루 유키지로(일본어: 螢雪次朗, 1951년 8월 27일 ~ )는 일본의 배우이다.

## 출연 작품

### 드라마
- 대하드라마 (NHK)
  - 1997년 《모리 모토나리》 - 시나다 코즈케노스케 역
  - 1999년 《겐로쿠 요란》 - 쇼다 시모사노카미 역
  - 2007년 《풍림화산》 - 오오이 사다타카 역
  - 2009년 《천지인》 - 토오야마 야스미츠 역
  - 2012년 《타이라노 키요모리》 - 타이라노 야스요리 역

### 영화
- 2018년 《집에 돌아오면, 언제나 아내가 죽은 척을 하고 있다》 - 신이치 역
- 2019년 《미야모토로부터 너에게》